# Paul R. Rosenbaum
Paul R. Rosenbaum é o Professor Emérito Robert G. Putzel no Departamento de Estatística e Ciência de Dados da Wharton School da Universidade da Pensilvânia, onde trabalhou de 1986 a 2021.   Ele escreveu extensivamente sobre inferência causal em estudos observacionais, incluindo análise de sensibilidade, correspondência ótima sensibilidade de design,  fatores de evidência, dispositivos quase experimentais, e (com Donald B. Rubin) a pontuação de propensão. Com vários coautores, ele também escreveu sobre resultados de saúde,  disparidades raciais em resultados de saúde, variáveis instrumentais, psicometria  e desenho experimental.
Rosenbaum é autor de vários livros: (i) Observational Studies, primeira edição 1995, segunda edição 2002, na Springer Series in Statistics, Nova York: Springer, (ii) Design of Observational Studies, primeira edição 2010, segunda edição 2020, na Springer Series in Statistics, Nova York: Springer, (iii) Observation and Experiment: An Introduction to Causal Inference, 2017, Cambridge, MA: Harvard University Press, (iv) Replication and Evidence Factors in Observational Studies, 2021, nas Chapman & Hall/CRC Monographs on Statistics and Applied Probability, 167, Nova York: CRC Press/Taylor & Francis Group, (v) Causal Inference, 2023, na MIT Press Essential Knowledge Series.
Pelo trabalho em inferência causal, o Comitê de Presidentes de Sociedades Estatísticas concedeu a Rosenbaum o Prêmio RA Fisher e a Cátedra em 2019 e o Prêmio George W. Snedecor em 2003. Sua palestra RA Fisher está disponível no YouTube a partir do minuto 32. Ele recebeu o Prêmio Nathan Mantel da Seção de Estatística em Epidemiologia da Associação Americana de Estatística em 2017, e o Prêmio de Excelência de Longo Prazo da Seção de Estatística de Política de Saúde da Associação Americana de Estatística em 2018. Ele deu uma palestra medalhão do Instituto de Estatística Matemática sobre fatores de evidência em 2020, e uma versão completa e uma versão curta da palestra estão disponíveis no YouTube. Ele é membro da Associação Estatística Americana.